# Корелова, Александра Юрьевна
Александра Юрьевна Корелова (род. 1 августа 1977 года в Горьком, СССР) — российская спортсменка-всадница, мастер спорта России международного класса, абсолютная чемпионка России, участница летних Олимпийских игр в Афинах и в Пекине. Специализируется в выездке. В сборной России с 1997 года. В 2014 году в Подмосковье открыла собственный Центр высшей верховой езды.

## Спортивная карьера
Первый тренер в нижегородском СДЮШОР — Елена Ирсецкая. Четыре года занималась под руководством Евгения Васильевича Абрамова.
В 2004 году в Афинах Корелова на Балагуре орловской породы заняла 23-е место в личном первенстве по выездке. 4 года спустя в Пекине Александра с Балагуром выступили гораздо успешнее — по итогам личного первенства в выездке Александра стала 6-й, уступив только двум представителям Нидерландов, двум конникам из Германии и одному американцу. При этом в переездке Большого приза Корелова стала 5-й.
В 2007 году заняла на Балагуре 6-е место на чемпионате Европы.
В июле 2009 года на престижных соревнованиях Concours Hippique International Officiel (CHIO) в немецком Ахене Корелова в седле Балагура заняла третье место в Большом призе. Отечественным спортсменам не удавалось добиваться подобного успеха на этих соревнованиях с 1972 года.
В 2013 году Александра заняла 2-е место на Чемпионате России. Бронзовую призерку — Инессу Меркулову — Александра обошла лишь на 0,071 %.

## Личная информация
Выпускница Нижегородского государственного университета (экономист).